# Falco pescatore (araldica)
In araldica il falco pescatore compare raramente, per lo più in alcuni stemmi di araldica civica.

Di rosso, al falco pescatore d'argento, membrato e rostrato d'oro, posto in riscontro, con le ali spiegate e sostenuto da un nido del secondo uscente dalla punta (stemma di Sääksmäki, Finlandia)
Falco pescatore con un pesce tra gli artigli (Circondario della Müritz)
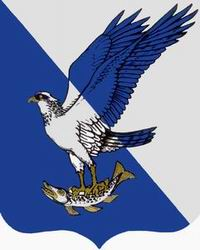
Stemma di Volžsk, Russia
Falco pescatore afferrante un pesce d'oro (Arrecife, Spagna)[1]

## Traduzioni
- Francese: saffre, aiglette de mer, aigle pêcheur
- Inglese: osprey
- Tedesco: Seeadler, Fischadler
- Spagnolo: guincho, águila pescadora
- Olandese: jonge zeearend, visarend